# Lac Matapédia
Der Lac Matapédia ist ein See in der Verwaltungsregion Bas-Saint-Laurent in der kanadischen Provinz Québec.

## Lage
Der Lac Matapédia befindet sich in der MRC La Matapédia 30 km südlich von Matane im äußersten Südwesten der Gaspé-Halbinsel. Der 38 km² große See erstreckt sich 19 km in Ost-West-Richtung und weist eine maximale Breite von 3 km auf. Er wird vom Rivière Matapédia an seinem östlichen Ende entwässert. Am Ufer liegen die Orte Sayabec und Val-Brillant. 5 km flussabwärts am Rivière Matapédia liegt die Kleinstadt Amqui. Die Route 132 verläuft entlang dem südlichen Seeufer. Jenseits des nördlichen Seeufers erstreckt sich der Forêt refuge du Lac-Matapédia, ein unter Schutz gestelltes Waldgebiet, ein Refugium für den selten gewordenen Abendländischen Lebensbaum und für eine bedrohte Orchideenart.